# Gabriel Fernández Álvez
Gabriel Fernández Álvez (9 de julio de 1943- 2 de febrero de 2008),  fue un compositor de origen español y autor de las obras Trío Mompou y Doce Preludios para Leonel Morales, entre otras.

## Formación
Conocido por ser un trabajador incansable y buen profesional, se convierte en 1989 en Profesor numerario de Armonía y Melodía acompañada en el Real Conservatorio Superior de Música de Madrid. Aunque no comienza sus estudios musicales de forma oficial hasta los 17 años en el Conservatorio Superior de Madrid, recibe una primera instrucción a cargo de su padre. Gran influencia ejercen sobre él los magisterios de Antón García Abril y Carmelo Bernaola. La unión de tendencias compositivas tan dispares repercutieron en la experimentalidad de sus primeros trabajos.

## Primeras obras
El Cuarteto nº 1 para instrumentos de cuerda es considerada su primera obra importante. Terminada en 1973, la presenta al Concurso Permanente de Composición de la Comisaría General de la Música, donde se hace con el Segundo Premio en 1976. 
Es sin duda este año -1976- uno de los más importantes para el compositor; recibe el Premio Fin de Carrera de Composición en RCSMM por la obra Homenaje a Falla. Representa además a España en el XII Congreso Internacional de la Sociedad Internacional de Educación Musical con Homenaje a Hindemith para piano y es seleccionado para representar a España en el XII Congreso de la Sociedad Internacional de Música Contemporánea (SIMC) con Lasciate ogni speranza, composición para soprano, niño, coro mixto, cinta magnética y orquesta.
Su estilo compositivo sufre un punto de inflexión en 1989, reconocido por el autor en una entrevista concedida a "La Crónica de León" con motivo del estreno de la sonata para chelo y piano Atenea. Las estructuras serialistas que caracterizaban sus primeras obras dejan paso a la pantonalidad, un lenguaje que el compositor aplica con implonta propia en Trío Mompou, de 1983. El crítico musical García del Busto la mencionó en su artículo para El País "Panorama de la música de cámara" (29 de febrero de 1984) diciendo que era <<uno de los mejores logros del compositor madrileño>>. Es una obra con gran atractivo debido a la inversión que hace del "tema con variaciones", a través de un elaborado tejido contrapuntístico que acaba perfilando el tema. 
Siete años más tarde volvería a trabajar con el Trío Mompou (entonces compuesto por Juan Luis Jordá, Pilar Serrano y Luciano González Sarmiento) en Concierto Elegíaco (1990), un triple concierto con violín, chelo y piano como solistas más cinta magnética, dos trompetas entre el público- algo que provocó gran revuelo en el estreno-, percusión y cuerda. Dedicado a las víctimas del terrorismo, el sentimiento de exaltación a la paz se evidencia en el tono expresivo de los cuatro movimientos, culminando en un Himno a la paz en el que interviene el coro.
En 1992 se estrena en el Teatro Monumental Gibraltar, una ópera chica inspirada en la zarzuela de Francisco Asenjo Barbieri Gibraltar en 1890, estrenada en el Teatro de la Zarzuela en 1866. La adaptación que hizo Fernández Álvez formaba parte de los actos de conmemoración del centenario del ingreso de Barbieri en la Academia de Bellas Artes. El compositor intentó conservar la música de la zarzuela instrumentándola y componiendo la mayor parte del libreto de Picón, intentando "no caer en fisuras estilísticas", según declaraciones que recogió El País. A pesar del éxito cosechado en el público, la adaptación sufrió algunas críticas, que sostenían que era una obra que ni sonaba a Barbieri ni a Fernández Álvez.

## Obras de madurez
A partir de 1998 se inicia una etapa llena de proyectos, estrenada con el Concierto para violín y orquesta (1996). Le siguieron Cuadernos para trío, el Concierto para dos flautas y orquesta y el trío An-At. En el Auditorio de Cuenca se estrena en el año 2000 Getsemaní, dentro del ciclo de la Semana Religiosa en dicha ciudad, y el pianista Leonel Morales estrena en el Otoño Musical Soriano los Doce Preludios para piano. Volverá a interpretar esta colección en el XV Festival de Música Española de León (2004). La colaboración con el pianista culmina en el VII Concurso Internacional de Piano "Compositores de España" (2006), edición dedicada a Fernández Álvez y en el que Morales es parte del jurado. 
Entre sus últimos trabajos cabe destacar Fantasía Maya (2007) y El Profeta, colección de canciones para Barítono-bajo, coro y orquesta, y textos de Khalil Gilbran, estrenada en el Festival COMA de Madrid en diciembre de 2006 por el barítono Alfredo García y el pianista Jorge Robaina y vuelta a interpretar en la Fundación Juan March el 2 de enero de 2008, siendo éste el último concierto al que acudió en vida para escuchar una de sus obras.
Falleció un mes más tarde el 2 de febrero de 2008. En el Conservatorio Teresa Berganza, donde impartió clase en los últimos catorce años, se le recuerda como un gran profesor y un profesional de gran altura, difícil de reemplazar.
- Datos: Q5515621